# 2011-es svéd rali

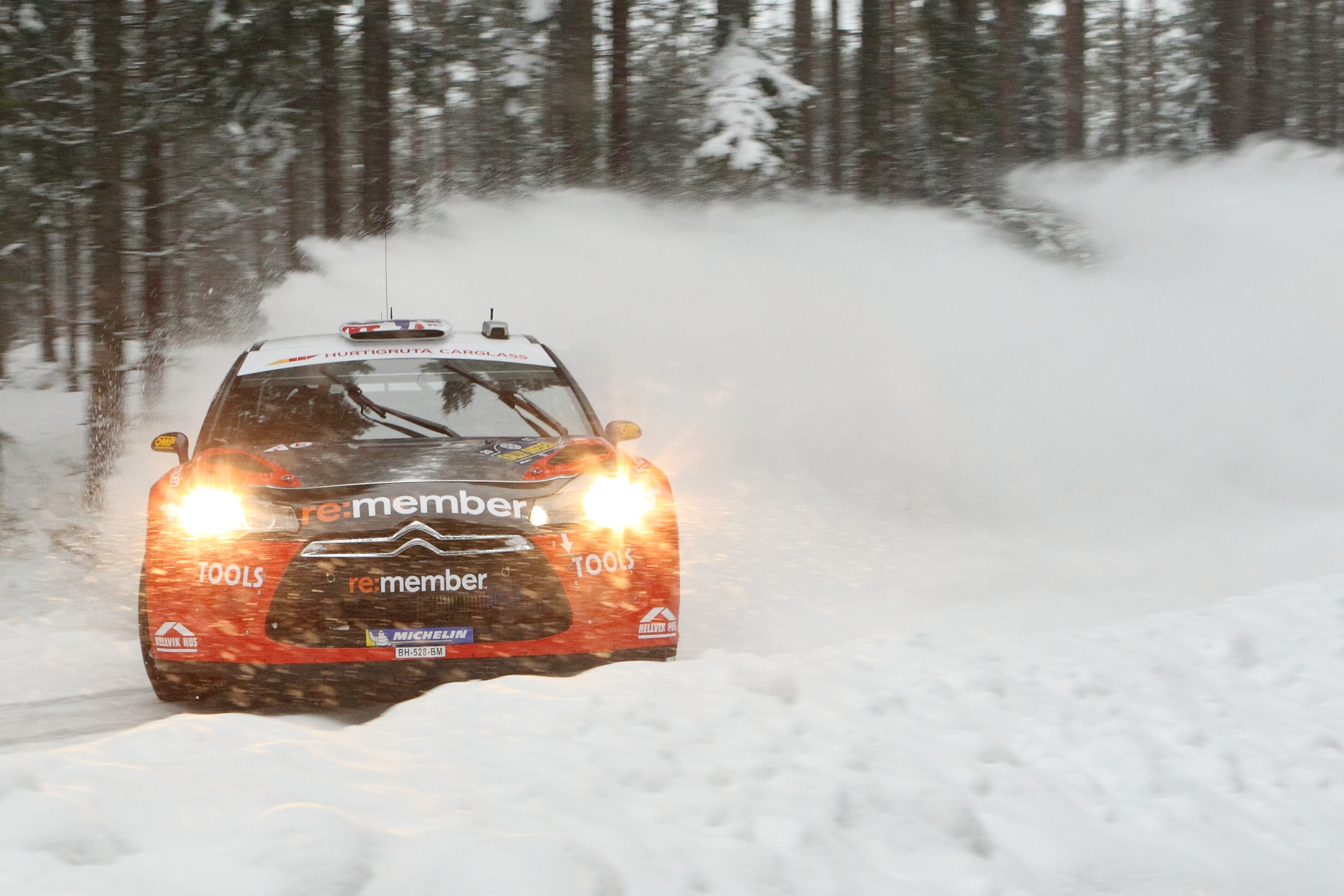
Petter Solberg egy havas szakaszon

A 2011-es svéd rali (hivatalosan: 59th Uddeholm Swedish Rally) volt a 2011-es rali-világbajnokság első versenye. Február 10. és 13. között került megrendezésre, 22 gyorsasági szakaszból állt, melyek össztávja 351 kilométert tett ki. A 44 indulóból 34 ért célba.
A versenyt - 2010 után újfent - a finn Mikko Hirvonen nyerte, akinek ez volt pályafutása tizenharmadik rali-világbajnoki futamgyőzelme. Másodikként a norvég Mads Østberg végzett, harmadik pedig a szintén finn Jari-Matti Latvala lett.
A verseny a 2011-es N csoportos rali-világbajnokság nyitófutama is volt egyben. Ezt az értékelést a cseh Martin Semerád nyerte, mögötte az ukrán Yuriy Protasov és a perui Nicolàs Fuchs zártak.

## Szakaszok
| Nap                | Szakasz | Rajtidő | Szakasz neve                   | Hossz    | Győztes                           | Idő     | Átlagsebesség | Versenyben vezető    |
| ------------------ | ------- | ------- | ------------------------------ | -------- | --------------------------------- | ------- | ------------- | -------------------- |
| 1. (Február 10–11) | 1.      | 20:04   | Karlstad Super Special Stage 1 | 1.90 km  | Per-Gunnar Andersson              | 1:39.7  | 68.61 km/h    | Per-Gunnar Andersson |
| 1. (Február 10–11) | 2.      | 07:58   | Vargåsen 1                     | 24.63 km | Mads Østberg                      | 14:41.9 | 100.54 km/h   | Mads Østberg         |
| 1. (Február 10–11) | 3.      | 09:39   | Likenäs 1                      | 20.78 km | Per-Gunnar Andersson              | 12:10.1 | 102.46 km/h   | Mads Østberg         |
| 1. (Február 10–11) | 4.      | 10:55   | Løvhaugen 1                    | 19.26 km | Mads Østberg                      | 11:36.5 | 99.55 km/h    | Mads Østberg         |
| 1. (Február 10–11) | 5.      | 14:13   | Vargåsen 2                     | 24.63 km | Per-Gunnar Andersson Mads Østberg | 14:05.0 | 104.93 km/h   | Mads Østberg         |
| 1. (Február 10–11) | 6.      | 15:54   | Likenäs 2                      | 20.78 km | Sébastien Ogier                   | 11:39.5 | 106.94 km/h   | Mads Østberg         |
| 1. (Február 10–11) | 7.      | 17:10   | Løvhaugen 2                    | 19.26 km | Jari-Matti Latvala                | 10:49.7 | 106.72 km/h   | Mads Østberg         |
| 2. (Február 12)    | 8.      | 08:00   | Lesjöfors 1                    | 15.00 km | Sébastien Loeb                    | 9:38.4  | 93.36 km/h    | Mads Østberg         |
| 2. (Február 12)    | 9.      | 09:01   | Sågen 1                        | 14.23 km | Petter Solberg                    | 7:44.0  | 110.41 km/h   | Mads Østberg         |
| 2. (Február 12)    | 10.     | 10:06   | Fredriksberg 1                 | 18.15 km | Per-Gunnar Andersson              | 10:55.8 | 99.63 km/h    | Mads Østberg         |
| 2. (Február 12)    | 11.     | 11:08   | Värmullsåsen 1                 | 15.42 km | Petter Solberg                    | 8:40.2  | 107.40 km/h   | Mikko Hirvonen       |
| 2. (Február 12)    | 12.     | 13:26   | Lesjöfors 2                    | 15.00 km | Sébastien Loeb                    | 9:35.3  | 93.86 km/h    | Mikko Hirvonen       |
| 2. (Február 12)    | 13.     | 14:27   | Sågen 2                        | 14.23 km | Sébastien Loeb                    | 7:50.1  | 108.97 km/h   | Mikko Hirvonen       |
| 2. (Február 12)    | 14.     | 15:32   | Fredriksberg 2                 | 18.15 km | Sébastien Ogier                   | 11:02.2 | 98.67 km/h    | Mikko Hirvonen       |
| 2. (Február 12)    | 15.     | 16:34   | Värmullsåsen 2                 | 15.42 km | Sébastien Loeb                    | 8:45.7  | 105.60 km/h   | Mikko Hirvonen       |
| 2. (Február 12)    | 16.     | 20:00   | Karlstad Super Special Stage 2 | 1.90 km  | Petter Solberg                    | 1:38.9  | 69.16 km/h    | Mikko Hirvonen       |
| 3. (Február 13)    | 17.     | 07:51   | Torntorp 1                     | 19.21 km | Mikko Hirvonen                    | 9:49.2  | 117.37 km/h   | Mikko Hirvonen       |
| 3. (Február 13)    | 18.     | 08:43   | Gustavsfors 1                  | 4.16 km  | Mikko Hirvonen                    | 2:22.1  | 105.39 km/h   | Mikko Hirvonen       |
| 3. (Február 13)    | 19.     | 09:37   | Rämmen 1                       | 22.76 km | Mikko Hirvonen                    | 11:55.3 | 114.55 km/h   | Mikko Hirvonen       |
| 3. (Február 13)    | 20.     | 12:09   | Torntorp 2                     | 19.21 km | Jari-Matti Latvala                | 10:00.0 | 115.3 km/h    | Mikko Hirvonen       |
| 3. (Február 13)    | 20.     | 13:31   | Rämmen 2                       | 22.76 km | Jari-Matti Latvala                | 12:12.9 | 111.80 km/h   | Mikko Hirvonen       |
| 3. (Február 13)    | 22.     | 15:08   | Gustavsfors 2 (Power Stage)    | 4.16 km  | Sébastien Ogier                   | 2:22.7  | 104.95 km/h   | Mikko Hirvonen       |

## Végeredmény
| Poz.     | Versenyző            | Navigátor              | Autó                     | Idő       | Különbség | Pont |
| -------- | -------------------- | ---------------------- | ------------------------ | --------- | --------- | ---- |
| 1.       | Mikko Hirvonen       | Jarmo Lehtinen         | Ford Fiesta RS WRC       | 3:23:56.6 | 0.0       | 25   |
| 2.       | Mads Østberg         | Jonas Andersson        | Ford Fiesta RS WRC       | 3:24:03.1 | 6.5       | 18   |
| 3.       | Jari-Matti Latvala   | Miikka Anttila         | Ford Fiesta RS WRC       | 3:24:30.6 | 34.0      | 16   |
| 4.       | Sébastien Ogier      | Julien Ingrassia       | Citroën DS3 WRC          | 3:24:44.3 | 47.7      | 15   |
| 5.       | Petter Solberg       | Chris Patterson        | Citroën DS3 WRC          | 3:25:27.8 | 1:31.2    | 10   |
| 6.       | Sébastien Loeb       | Daniel Elena           | Citroën DS3 WRC          | 3:26:26.9 | 2:30.3    | 10   |
| 7.       | Per-Gunnar Andersson | Emil Axelsson          | Ford Fiesta RS WRC       | 3:30:18.6 | 6:22.0    | 6    |
| 8.       | Kimi Räikkönen       | Kaj Lindström          | Citroën DS3 WRC          | 3:30:58.9 | 7:02.3    | 4    |
| 9.       | Matthew Wilson       | Scott Martin           | Ford Fiesta RS WRC       | 3:34:08.1 | 10:11.5   | 2    |
| 10.      | Hálid al-Kászimi     | Michael Orr            | Ford Fiesta RS WRC       | 3:34:27.7 | 10:31.1   | 1    |
| PWRC     |                      |                        |                          |           |           |      |
| 1. (16.) | Martin Semerád       | Michal Ernst           | Mitsubishi Lancer Evo IX | 3:46:59.8 | 0.0       | 25   |
| 2. (19.) | Yuriy Protasov       | Adrian Aftanaziv       | Mitsubishi Lancer Evo X  | 3:52:17.1 | 5:17.3    | 18   |
| 3. (21.) | Nicolàs Fuchs        | Rubén Francisco Garcia | Mitsubishi Lancer Evo IX | 3:53:43.9 | 6:44.1    | 15   |
| 4. (22.) | Valeriy Gorban       | Evgeniy Leonov         | Mitsubishi Lancer Evo IX | 3:53:49.3 | 6:49.5    | 12   |
| 5. (28.) | Gianluca Linari      | Paolo Gregoriani       | Subaru Impreza WRX STI   | 4:14:45.3 | 27:45.5   | 10   |
| 6. (31.) | Dmitry Tagirov       | Anna Zavershinskaya    | Subaru Impreza WRX STI   | 4:21:53.4 | 34:53.6   | 8    |
| 7. (32.) | Oleksandr Saliuk     | Pavel Cherepin         | Mitsubishi Lancer Evo IX | 4:22:52.5 | 35:52.7   | 6    |
| 8. (33.) | Majed Al Shamsi      | Khalid Al Kedi         | Subaru Impreza WRX STI   | 4:29:52.6 | 42:52.8   | 4    |

## Szuperspeciál (Power Stage)
| Poz | Versenyző          | Idő    | Különbség | Átlagsebesség | Pont |
| --- | ------------------ | ------ | --------- | ------------- | ---- |
| 1   | Sébastien Ogier    | 2:22.7 | 0.0       | 104.95 km/h   | 3    |
| 2   | Sébastien Loeb     | 2:23.0 | +0.3      | 104.73 km/h   | 2    |
| 3   | Jari-Matti Latvala | 2:23.4 | +0.7      | 104.44 km/h   | 1    |